# Springsville
Springsville város az USA Wisconsin államában, Adams megyében. Lakosainak száma 1283 fő (2020. április 1.).

## Népesség
A település népességének változása:

| 2010 | 1 318 |
| 2020 | 1 283 |